# Antiga Casa de la Vila (Pals)
L'Antiga Casa de la Vila és un edifici del municipi de Pals (Baix Empordà) que forma part de l'Inventari del Patrimoni Arquitectònic de Catalunya.

## Descripció
L'edifici de l'antiga casa de la Vila està situat al costat del portal del carrer Major, de la banda de la plaça. Consta de planta baixa i un pis, i té la façana principal al carrer de l'Hospital. A la planta baixa es troba, a l'esquerra, la porta d'accés allindanada. Al primer pis hi ha dues finestres rectangulars; la que es troba damunt la porta, a l'esquerra, té l'ampit motllurat, un guardapols conopial superior decorat amb relleus (dos lleons que sostenen un escut) i presenta, a la part inferior, l'escut de la vila (les quatre barres dins uns rombe). El parament lateral de la casa es troba en part amagat pel portal d'accés al carrer Major i té un gran arc gòtic tapiat, així com un banc i una font a la part baixa. L'edifici es cobreix amb teulada a dues vessants, amb el carener paral·lel a la línia de façana.

## Història
L'antiga casa de la Vila data d'època renaixentista. Actualment la Casa Consistorial està situada a la plaça Major. L'arc gòtic que està situat al mur lateral d'aquest edifici podia haver format part, segons J.Badia, d'una llotja o plaça coberta anterior a l'edifici en el seu estat actual i també anterior al portal d'accés del carrer Major.